# داني ريد
داني ريد (بالإنجليزية: Danny Red)‏ هو مغني بريطاني، ولد في 1962 في لندن في المملكة المتحدة.

## روابط خارجية
- داني ريد على موقع ميوزك برينز (الإنجليزية)
- داني ريد على موقع أول ميوزيك (الإنجليزية)
- داني ريد على موقع ديسكوغز (الإنجليزية)